# Шкварець Валентин Павлович
Шква́рець Валенти́н Па́влович (народився 25 жовтня 1935, м. Кам'янка) — доктор історичних наук (1998), професор, академік Української академії історичних наук. Заслужений діяч науки і техніки України (2002).

## Дитинство
Закінчив сім класів Михайлівської середньої школи №1 Кам'янського району (1950), Черкаське педагогічне училище (1954), учителював у Кам'янській середній школі №3 (1954⁣ — ⁣1959), служив в армії (1954⁣ — ⁣1957), закінчив у 1963 році Чернівецький національний університет імені Юрія Федьковича.

## Життєвий та творчий шлях
У 1963⁣ — ⁣1965 рр. викладав у Чернівецькому національному університеті. Після аспірантури Київського національного університету ім. Т. Шевченка (1967), був до 1972 р. на викладацькій роботі в Тернопільській академії народного господарства, завідував відділом науки та навчальних закладів Тернопільського обкому партії (1972⁣ — ⁣1984), до 1991 р. — завідувач кафедри Тернопільської медичної академії ім. Горбачевського, а з травня 1991 р. — завідувач кафедри Миколаївського національного університету, після цього — Одеського національного університету ім. І.І.Мечникова (Миколаївський навчально-науковий центр), одночасно професор-сумісник Миколаївського національного гуманітарного університету ім. П. Могили комплексу «Києво-Могилянська академія». Тепер — професор Одеського національного університету імені І.І.Мечникова (Миколаївський навчально-науковий центр, з 22 квітня 2004 р. — інститут), одночасно професор МДГУ ім. Петра Могили з часу його відкриття в 1996 р.
З 1968 р. — кандидат історичних наук, 1969 — доцент, 1989 — доктор історичних наук, а з 1990 — професор, потім з 1999 р. — дійсний член Української академії історичних наук, заслужений діяч науки та техніки України (2000).
У 1990 р. Державним комітетом СРСР з народної освіти відзначений медаллю відмінника вищої школи — «За відмінні успіхи в розвитку вищої освіти в СРСР».
Член спеціалізованих вчених рад із захисту кандидатських і докторських дисертацій із всесвітньої історії і історії України при Одеському національному університеті ім. І. І. Мечникова і кандидатських дисертацій з політичних наук при Миколаївському державному гуманітарному університеті ім. П. Могили.
Серед багатьох тисяч його випускників — професори, академіки, педагоги, економісти, фінансисти, літературознавці, медики, державні та громадсько-політичні діячі, ректори ВНЗ, зокрема, Павло Іванович Гайдуцький, Василь Михайлович Олійник, Олександр Іванович Скічко, Тарас Дмитрович Кремінь та інші.

## Наукова робота
У 1998 році захистив докторську дисертацію з проблем історії України при Київському національному університеті імені Т. Г. Шевченка.
Автор понад 430 наукових праць, із яких 60 монографій, підручників, навчальних посібників і книг.

## Нагороди
- 1952—1965 рр. — в армійські та студентські роки входив до складу збірних команд 58-ї військово-повітряної армії, Черкаської та Чернівецької областей з легкої атлетики, спортивних ігор. Виборов чимало чемпіонських звань і призових місць, інших спортивних звань, нагород та відзнак.
- 1970 р. — медаль «За доблесну працю».
- 1974 р. — орден «Знак пошани».
- 1983 р. — медаль «За трудову відзнаку».
- 1990 р. — медаль «За відмінні успіхи в розвитку вищої освіти в СРСР».
- 1996 р. — лауреат премії імені М. М. Аркаса.
- 2000 р. — почесне звання «Заслужений діяч науки і техніки України».
- 2002 р. — лауреат премії ім. М. М. Аркаса.
- 2003 р. — медаль «Будівничий України».
- 2005 р. — медаль «Відмінник України».
- 2005 р. — медаль «За наукові досягнення».

## Вибрані твори
- Миколаївщина : погляд крізь століття : нарис історії / В. П. Шкварець, М. Ф. Мельник. — Миколаїв, 1994. — 386 c.
- Етапи державотворення в Україні : навч. посіб. / В. П. Шкварець ; Одес. нац. ун-т ім. І. І. Мечникова, Миколаїв. навч.-наук. центр, Каф. українознав. — Миколаїв : Тетра, 2002. — 94 с.
- Микола Миколайович Аркас: життя, творчість, діяльність : монографія / В. П. Шкварець. — Миколаїв ; Одеса: Тетра, 2002. — 260 с.: іл.
- Ілля Борщак. Життя, діяльність, творчість : [монографічне дослідження]. — Миколаїв : МДГУ ім. П. Могили; Одеса : Вид-во ТОВ ВіД, 2002. — 136 с.
- Голод-геноцид 1932—1933 років на території Миколаївщини: погляди істориків, очевидців, архівні матеріали (до 70-річчя трагедії) / редкол.: О. М.Гаркуша (голова), В. П. Шкварець  та ін. — Миколаїв : Вид-во ім. П. Могили, 2003. — 200 с.
- Борис Миколайович Мозолевський. Життя, творчість : навч. посіб. / В. П. Шкварець ; М-во освіти і науки України ; Миколаїв. держ. гуманітар. ун-т ім. П. Могили комплексу «Києво-Могилян. акад.». — 2-ге вид., доопрац. та допов. — Миколаїв : Вид-во МДГУ ім. П. Могили, 2006. — 244 с. : іл.